# .bw
.bw is het achtervoegsel van Botswaanse domeinnamen.
Registratie lijkt niet eenvoudig. Sommige internetproviders schijnen als registrator te kunnen optreden.
De mogelijkheden van registratie zijn beperkt. Meeste registraties vinden plaats onder co.bw en org.bw.